# Liolaemus olongasta
Liolaemus olongasta är en ödleart som beskrevs av  Richard Etheridge 1993. Liolaemus olongasta ingår i släktet Liolaemus och familjen Tropiduridae. IUCN kategoriserar arten globalt som livskraftig. Inga underarter finns listade i Catalogue of Life.